# DDR-Oberliga 1968-1969
L'edizione 1968-69 della DDR-Oberliga è stato il ventiduesimo campionato di massimo livello in Germania Est.

## Avvenimenti
Il torneo, iniziato il 17 agosto 1968, vide il Wismut Aue salire per primo sulla vetta della classifica grazie ai primi tre turni conclusi a punteggio pieno. Già dal turno successivo venne fuori l'Hansa Rostock che acquisì la vetta della classifica e nelle tre giornate successive lottò contro il Wismut Aue. A partire dalla settima giornata gli anseatici ripresero il comando della classifica e diedero il via alla fuga, ostacolati dal Magdeburgo, dal Carl Zeiss Jena e dal Vorwärts Berlino. Quest'ultima squadra riuscì ad un turno dal termine del girone di andata a raggiungere la vetta.
Il duello tra le due squadre, che conclusero il girone di andata a pari punti, proseguì nel girone di ritorno: l'Hansa Rostock riprese subito la vetta della classifica, ma la sconfitta per 3-1 nello scontro diretto alla seconda giornata le fece perdere la vetta in favore del Vorwärts Berlino. Riguadagnata immediatamente la vetta della classifica, l'Hansa Rostock accusò un calo di rendimento a partire dalla ventunesima giornata che lasciò il via libera al Vorwärts Berlino, rimasto sulla scia. Il club della capitale sembrò andare verso il titolo, ma a due giornate dal termine fu sconfitto dal Carl Zeiss Jena favorendo il sorpasso del Magdeburgo. Quest'ultima squadra mancò tuttavia lo slancio finale perdendo le ultime due gare e lasciando quindi terreno libero al Vorwärts Berlino, che si assicurò la vittoria del suo sesto titolo nazionale sconfiggendo la Dinamo Berlino.
All'ultima giornata furono decisi inoltre i verdetti in zona-salvezza: pareggiando contro un Lokomotive Lipsia già retrocesso, l'Union Berlino cadde in DDR-Liga permettendo quindi allo Stahl Riesa di salvarsi.

## Classifica finale
|  |     | DDR-Oberliga 1968-69 | Pt | G  | V  | N  | P  | GF | GS | DR  |
|  | --- | -------------------- | -- | -- | -- | -- | -- | -- | -- | --- |
|  | 1.  | Vorwärts Berlino     | 34 | 26 | 15 | 4  | 7  | 47 | 28 | +19 |
|  | 2.  | Carl Zeiss Jena      | 32 | 26 | 13 | 6  | 7  | 43 | 22 | +21 |
|  | 3.  | Magdeburgo           | 31 | 26 | 13 | 5  | 8  | 43 | 41 | +2  |
|  | 4.  | Hansa Rostock        | 29 | 26 | 10 | 9  | 7  | 42 | 33 | +9  |
|  | 5.  | Sachsenring Zwickau  | 27 | 26 | 10 | 7  | 9  | 23 | 19 | +4  |
|  | 6.  | Chemie Lipsia        | 27 | 26 | 8  | 11 | 7  | 30 | 27 | +3  |
|  | 7.  | Karl-Marx-Stadt      | 26 | 26 | 10 | 6  | 10 | 35 | 36 | -1  |
|  | 8.  | Rot-Weiß Erfurt      | 25 | 26 | 10 | 5  | 11 | 32 | 27 | +5  |
|  | 9.  | Wismut Aue           | 25 | 26 | 9  | 7  | 10 | 33 | 31 | +2  |
|  | 10. | BFC Dynamo           | 25 | 26 | 10 | 5  | 11 | 26 | 37 | -11 |
|  | 11. | Hallescher           | 22 | 26 | 6  | 10 | 10 | 32 | 35 | -3  |
|  | 12. | Stahl Riesa          | 22 | 26 | 9  | 4  | 13 | 26 | 43 | -17 |
|  | 13. | Union Berlino        | 20 | 26 | 6  | 8  | 12 | 29 | 41 | -12 |
|  | 14. | Lokomotive Lipsia    | 19 | 26 | 5  | 9  | 12 | 17 | 38 | -21 |

### Verdetti
- Vorwärts Berlino campione della Germania Est 1968-69. Qualificato in Coppa dei Campioni 1969-70.
- Magdeburgo qualificato in Coppa delle Coppe 1969-70
- Carl Zeiss Jena, e Hansa Rostock qualificate in Coppa delle Fiere 1969-70
- Union Berlino e Lokomotive Lipsia retrocesse in DDR-Liga.

### Squadra campione
- Alfred Zulkowski (26)
- Erich Hamann (26/5)
- Manfred Müller (26)
- Jürgen Piepenburg (26/12)
- Horst Begerad (25/9)
- Gerhard Körner (24/3)
- Wolfgang Strübing (23/3)
- Rainer Nachtigall (23/5)
- Frank-Rainer Withulz (23)
- Horst Wruck (23/2)

- Jürgen Nöldner (22/4)
- Otto Fräßdorf (20/3)
- Rolf Klippstein (7)
- Rainer Jungbauer (3/1)
- Klaus-Peter Ukrow (3)
- Heinz Dietzsch (2)
- Hans-Dieter Krampe (2)
- Hans-Joachim Fröck (1)
- Wolfgang Scheller (1)

- Allenatore:  Fritz Belger

## Record

### Capoliste solitarie
- 3ª giornata:  Wismut Aue
- 4ª giornata:  Hansa Rostock
- 7ª-12ª giornata:  Hansa Rostock
- 14ª giornata:  Hansa Rostock
- 15ª giornata:  Vorwärts Berlino

- 16ª-21ª giornata:  Hansa Rostock
- 22ª-23ª giornata:  Vorwärts Berlino
- 24ª giornata:  Magdeburgo
- 25ª-26ª giornata:  Vorwärts Berlino

### Club
- Maggior numero di vittorie:  Vorwärts Berlino (13)
- Minor numero di sconfitte:   Vorwärts Berlino,  Carl Zeiss Jena,  Hansa Rostock e  Chemie Lipsia (7)
- Migliore attacco:  Vorwärts Berlino (47 gol fatti)
- Miglior difesa:  Sachsenring Zwickau (19 gol subiti)
- Miglior differenza reti:  Carl Zeiss Jena (+21)
- Maggior numero di pareggi:  Chemie Lipsia (11)
- Minor numero di pareggi:  Vorwärts Berlino e  Stahl Riesa (4)
- Maggior numero di sconfitte:  Stahl Riesa (13)
- Minor numero di vittorie:  Lokomotive Lipsia (5)
- Peggior attacco:  Lokomotive Lipsia (17 gol fatti)
- Peggior difesa:  Stahl Riesa (43 gol subiti)
- Peggior differenza reti:  Lokomotive Lipsia (-21)

### Classifica cannonieri
|  | Gol | Marcatore         | Squadra          |
|  | --- | ----------------- | ---------------- |
|  | 18  | Gerd Kostmann     | Hansa Rostock    |
|  | 15  | Klaus Zinke       | Wismut Aue       |
|  | 12  | Jürgen Piepenburg | Vorwärts Berlino |
|  | 11  | Jürgen Sparwasser | Magdeburgo       |
|  | 11  | Peter Ducke       | Carl Zeiss Jena  |
|  | 11  | Meinhard Uentz    | Union Berlino    |
|  | 11  | Peter Ducke       | Carl Zeiss Jena  |